# Corb
Sciaena umbra
Espèce
Statut de conservation UICN

 NT  : Quasi menacé
Le corb (du provençal còrb, « corbeau » ), corb noir ou corbeau de mer (Sciaena umbra) est une espèce de poissons qui mesure généralement 30 à 40 cm. Sa coloration est généralement uniformément brun foncé, avec des reflets métalliques ou dorés. C'est un poisson caractérisé par un corps haut, un dos fortement incurvé et un ventre plat.
Sa bouche est petite, basse et presque horizontale. La mâchoire inférieure n'a pas de barbillon (contrairement aux ombrines, un genre avec lequel la confusion est possible), et ne dépasse jamais la mâchoire supérieure.
La croissance assez rapide les 2-3 premières années est ensuite très lente. La taille maximale est de 50 à 55 cm (exceptionnellement 70 à 75 cm). La durée de vie maximale connue est de 31 ans (déterminée par otolithométrie, c'est-à-dire le comptage des stries de croissance des otolithes).
On le rencontre fréquemment en petits bancs à l'abri d'un rocher ou d'une faille où il peut se cacher facilement. L'espèce est souvent sédentaire, ainsi certains sites en abritent en permanence.

## Répartition
Le corb est une espèce principalement méditerranéenne, cependant elle peut se trouver en Atlantique Est, de la Manche au nord, et jusqu'à Sénégal, au Sud. Elle est également présente en mer Noire et dans la mer d'Azov.

## Statut de conservation
Le corb est exploité surtout en Méditerranée, où il est capturé par filets, pièges et à la ligne. Une menace majeure pour cette espèce est la surexploitation par la pêche commerciale. De même, l'espèce est menacée par la destruction de zones de reproduction estuariennes. Ces menaces sont courantes. Dans l'est de la Méditerranée (Turquie, Tunisie et Chypre), la population a diminué de 70% en 25 ans (période 1980-2005). Sur toute la région Méditerranée, sa population a diminué de 30 à 50%. Pour ces raisons, l'espèce est classée vulnérable. 
En France, sa chasse sous-marine fait l'objet d'un moratoire depuis 2013.